# Brocton (Nova York)
Brocton és una població dels Estats Units a l'estat de Nova York. Segons el cens del 2000 tenia 1.547 habitants.

## Demografia
Segons el cens del 2000, Brocton tenia 1.547 habitants, 623 habitatges, i 414 famílies. La densitat de població era de 345,3 habitants/km².
Dels 623 habitatges en un 33,5% hi vivien nens de menys de 18 anys, en un 49,6% hi vivien parelles casades, en un 11,7% dones solteres, i en un 33,5% no eren unitats familiars. En el 29,4% dels habitatges hi vivien persones soles el 16,9% de les quals corresponia a persones de 65 anys o més que vivien soles. El nombre mitjà de persones vivint en cada habitatge era de 2,48 i el nombre mitjà de persones que vivien en cada família era de 3,08.
Per edats la població es repartia de la següent manera: un 26,6% tenia menys de 18 anys, un 9,7% entre 18 i 24, un 25,7% entre 25 i 44, un 22,7% de 45 a 60 i un 15,4% 65 anys o més.
L'edat mediana era de 37 anys. Per cada 100 dones de 18 o més anys hi havia 80,9 homes.
La renda mediana per habitatge era de 27.500 $ i la renda mediana per família de 36.328 $. Els homes tenien una renda mediana de 27.059 $ mentre que les dones 22.214 $. La renda per capita de la població era de 13.901 $. Entorn de l'11,4% de les famílies i el 13,2% de la població estaven per davall del llindar de pobresa.